# Yvonne Vera
Yvonne Vera (n. 19 septembrie, 1964 - d. 7 aprilie, 2005) a fost o scriitoare zimbabwiană.
1. 1 2 3 4  Yvonne Vera, Brockhaus Enzyklopädie
2. 1 2  Autoritatea BnF, accesat în 10 octombrie 2015
3. ↑  Tucholskypriset (în suedeză), Svenska PEN[*], accesat în 27 noiembrie 2022